# 瀧川ありさ
瀧川 ありさ（たきがわ ありさ、1991年5月8日 - ）は、日本の女性シンガーソングライター。東京都渋谷区出身。血液型はA型。所属事務所はニューカム。レーベルはSME Records。

## 人物紹介

### 来歴
東京都渋谷区出身。中高一貫校の中学2年（13歳）の時に軽音楽部へ入部、音楽活動を開始。高校時代より音楽活動を本格化させ、ガールズバンドのギターボーカルとして閃光ライオット2009に参加（3次審査まで進出）。2011年4月に公開された邦画「アバター」の主題歌を担当するなどその他様々なコンテストで賞を受賞し高い評価を受けていたが、2012年10月にバンド解散。その後、1年のブランクを経て、ソロアーティストとしての活動を開始する。
2015年3月4日、TVアニメ『七つの大罪』の主題歌「Season」でメジャーデビュー。同年、第30回日本ゴールドディスク大賞“ベスト5ニュー・アーティスト”を受賞。
2016年11月2日、1枚目のアルバム『at film.（エーティーフィルム）』をリリース。

### 人物
幼い頃から歌うことが大好きで、小学生の時THE BLUE HEARTSを聴いてバンドサウンドに感銘を受け、13歳からドラムやギターを始め曲を作るようになる。松任谷由実や山下達郎に影響を受けており、自身も季節を感じ風景が見える作品が多い。作詞作曲だけでなく、編曲も携わっている。
趣味は写真で、自身のinstagramにも歌詞の一節と風景を載せている。
自身の楽曲「東京」のミュージックビデオでセルフプロデュース兼監督を務めている。
７枚目のシングル「わがまま」のミュージックビデオではドラム演奏を披露。
ハロー!プロジェクト系アイドルのファンであることも公言していて特に同い年の真野恵里菜のファンであり、真野とはお互いを認め合っている親友同士でもある。
歌っている時と普段のギャップがある。瀧川も「別の人間です」と言い、楽曲制作も憑依型でありながらのちインタビューでの取材で、「制作時の記憶があまりなく、後から自分の楽曲を振り返り自分を知ることが多い。」と語っている。
愛用のギターはGibsonのギブソン・ファイヤーバード、fenderのジャズマスター。アコースティックギターはMartin、breedlove、オベーション。

## 略歴
2015年
- 3月4日、1枚目のシングル「Season」でメジャーデビュー。TVアニメ『七つの大罪』のエンディングテーマに抜擢された。
- 7月8日、2枚目のシングル「夏の花」リリース。
- 8月16日にはSUMMER SONICに出演。
- 11月18日、3枚目のシングル「さよならのゆくえ」リリース。TVアニメ『終物語』エンディングテーマ。リリース日に生配信された自身初のニコニコ生放送では視聴者が2万人を超えた。
- 11月23日にTSUTAYA O-nestにて初のワンマンライブを開催。

2016年
- 2月19日、原宿アストロホールにて2ndワンマンライブを開催。
- 4月6日、4枚目のシングル「Again」をリリース。
- 6月3日、東名阪ワンマンライブツアー 「Girl meets Wonder」が大阪でスタートした（同月4日名古屋、同月16日東京で開催）。
- 9月7日、5枚目のシングル「色褪せない瞳」をリリース。TVアニメ『七つの大罪 聖戦の予兆』エンディングテーマ。
- 10月3日、オフィシャルファンクラブ「Youchronia.（ユークロニア）」を設立[7]。
- 11月2日、1枚目のアルバム『at film.（エーティーフィルム）』をリリース。
- 11月2日から『at film.』のリリースを記念して、全国8カ所でリリース記念イベントを開催。

2017年
- 1月18日、「ワンマンライブツアー2017 “at film.”」が福岡でスタートした（同月20日名古屋、同月21日大阪、2月4日東京で開催）。
- 2月22日、初の両A面シングルとなる6枚目のシングル「ノーサイド/ONE FOR YOU」をリリース[8]。「ノーサイド」は敬愛する松任谷由実のカバーソング。TVアニメ『ALL OUT!!』2代目エンディングテーマ[9]。「ONE FOR YOU」は進研ゼミ高校講座の進級応援ソング[10]。
- 4月6日、「瀧川ありさ 1st recital live tour 2017 “Spring Journey”」が浜松でスタートした（5月14日まで全12箇所）[11]。
- 7月14日、「瀧川ありさワンマンライブツアー2017 “Summer Parade”」が名古屋でスタートした（同月15日大阪、同月21日東京で開催）[12]。

2018年
- 6月26日からコンセプト・ミニアルバム『東京』のリリースを記念して、全国7カ所でリリース記念イベントを開催。
- 6月27日、『東京』をリリース。
- 7月15日、「瀧川ありさワンマンライブ『この街で』」が東京でスタートした（同月16日東京、同月21日大阪で開催）。
- 9月17日より自身最長の全国22箇所を廻る全国ツアー「瀧川ありさ 2nd recital live tour 2018 "breath of mine”」を開催。12月には東京、大阪でバンドファイナルも開催された。

2019年
- 3月6日、7th single「わがまま」をリリース。テレビアニメ「ドメスティックな彼女」エンディング主題歌。
- 5月6日、「瀧川ありさ ワンマンライブ2019“Altair”」を開催。

2020年
- 3月4日、ファンクラブ限定ライブ「瀧川ありさ 5th Anniversary "URANUS" in Youchronia.」の開催が予定されていたが、2019年新型コロナウイルス感染症（COVID-19）の感染拡大を避けるため、5月3日へ延期。さらに5月3日が新型インフルエンザ等対策特別措置法に基づく緊急事態宣言の期間内となったため中止。
- 11月18日、2枚目のアルバム『prism.』リリース。フル・アルバムは5年ぶり。

2021年
- 3月4日、ファンクラブ限定ライブ「瀧川ありさ 5th Anniversary "URANUS" in Youchronia.」の開催が予定されていたが、2019年新型コロナウイルス感染症（COVID-19）の感染拡大を避けるため、5月3日へ延期。さらに5月3日が新型インフルエンザ等対策特別措置法に基づく緊急事態宣言の期間内となったため中止。

## ディスコグラフィ

### シングル
| 枚  | 発売日         | タイトル               | 規格品番    | 規格品番  | オリコン 最高位 |
| 枚  | 発売日         | タイトル               | 限定盤      | 通常盤    | オリコン 最高位 |
| --- | -------------- | ---------------------- | ----------- | --------- | --------------- |
| 1st | 2015年3月4日   | Season                 | SECL-1647/8 | SECL-1646 | 29位            |
| 2nd | 2015年7月8日   | 夏の花                 | SECL-1726/7 | SECL-1728 | 48位            |
| 3rd | 2015年11月18日 | さよならのゆくえ       | SECL-1812/3 | SECL-1811 | 23位            |
| 4th | 2016年4月6日   | Again                  | SECL-1870/1 | SECL-1872 | 35位            |
| 5th | 2016年9月7日   | 色褪せない瞳           | SECL-1971/2 | SECL-1970 | 34位            |
| 6th | 2017年2月22日  | ノーサイド/ONE FOR YOU | SECL-2117/8 | SECL-2116 | 72位            |
| 7th | 2019年3月6日   | わがまま               | SECL-2391/2 | SECL-2390 | 35位            |

### アルバム
| 枚  | 発売日         | タイトル | 規格品番    | 規格品番  | オリコン 最高位 |
| 枚  | 発売日         | タイトル | 初回盤      | 通常盤    | オリコン 最高位 |
| --- | -------------- | -------- | ----------- | --------- | --------------- |
| 1st | 2016年11月2日  | at film. | SECL-2064/5 | SECL-2066 | 25位            |
| 2nd | 2020年11月18日 | prism.   | SECL-2632/3 | SECL-2634 |                 |

### コンセプト・ミニ・アルバム
| 枚  | 発売日        | タイトル | 規格品番    | 規格品番  | オリコン 最高位 |
| 枚  | 発売日        | タイトル | 初回盤      | 通常盤    | オリコン 最高位 |
| --- | ------------- | -------- | ----------- | --------- | --------------- |
| 1st | 2018年6月27日 | 東京     | SECL-2182/3 | SECL-2184 | 47位            |

### タイアップ
| 楽曲             | タイアップ                                              | 時期   |
| ---------------- | ------------------------------------------------------- | ------ |
| Season           | テレビアニメ『七つの大罪』エンディングテーマ            | 2015年 |
| Summer of Love   | 中部・北陸地区「H.I.S.夏休み」CMソング                  | 2015年 |
| さよならのゆくえ | テレビアニメ『終物語』エンディングテーマ                | 2015年 |
| ハナウタ         | ハウステンボス「花の大祭典」 CMソング                   | 2016年 |
| 色褪せない瞳     | テレビアニメ『七つの大罪 聖戦の予兆』エンディングテーマ | 2016年 |
| ノーサイド       | テレビアニメ『ALL OUT!!』エンディングテーマ             | 2017年 |
| ONE FOR YOU      | 進研ゼミ高校講座 進級応援ソング                         | 2017年 |
| わがまま         | テレビアニメ『ドメスティックな彼女』エンディングテーマ  | 2019年 |
| always           | テレビアニメ『ドメスティックな彼女』エンディングテーマ  | 2019年 |

### 未収録曲
- 「黒板」、「Never Ending Crawl」[14]

## 出演

### ラジオ
メインパーソナリティ
- 瀧川ありさ「言葉×風景」（2015年2月1日 - 2016年3月28日、bayfm）[15]
- 瀧川ありさ「ありサークル」（2016年4月4日 - 2019年3月26日、bayfm）
- 瀧川ありさのat room.（2016年11月2日 - 11月30日、FM福岡）[16]

### CM
- ソニー「h.earシリーズ」（2016年） ※ Webムービー [17]

### Web連載
- mora - 「瀧川ありさの考えごと。」（2016年6月10日 - ）
- DI:GA online - 「瀧川ありさ 好きこそ音の上手なれ！」（2017年7月12日 - ）[18]

### ニコニコ生放送
- 瀧川ありさ生出演！終物語ED「さよならのゆくえ」リリース記念SP（2015年11月18日、ニコ生）[19]
- ニコニコ深夜バラエティWktkの枠（2015年11月8日（7日深夜）、ニコ生、JFNC）[20]
- リスアニ！STUDIO Vol.03 藍井エイル、奥井雅美、GARNiDELiA、SCREEN mode、瀧川ありさ、西沢幸奏、春奈るな（2015年2月13日、ニコ生）[21]
- リスアニ！STUDIO Vol.06 綾野ましろ、ZAQ、瀧川ありさ、西沢幸奏、春奈るな、山本陽介（2015年11月13日、ニコ生）[22]

## 書籍

### 楽譜
- ギター弾き語り 瀧川ありさ 『at film.』（2017年1月15日、ヤマハミュージックメディア）ISBN 978-4-636-94148-7 [27]

### 雑誌連載
- Samurai ELO（三栄書房） - 「BACK STAGEで会いましょう」（2015年6月号 - 2016年6月号）